# Ptinus aethiopicus
Ptinus aethiopicus là một loài bọ cánh cứng trong họ Ptinidae. Loài này được Ancey miêu tả khoa học năm 1883.